# Conseil syndical en droit français
Le conseil syndical de copropriété est, en France, l'organe de contrôle au sein du syndicat de copropriétaires.

## Présentation
Sa mission est définie dans l'article 21 de la loi du 10 juillet 1965 modifiée : « il assiste le syndic et contrôle sa gestion. Il donne son avis au syndic ou à l'assemblée générale sur toutes questions concernant le syndicat ». Le conseil syndical n'a aucun pouvoir de décision, sauf à y être mandaté de façon limitée par l'assemblée générale.
Les membres du conseil syndical, titulaires et suppléants, sont élus par l'assemblée générale parmi les copropriétaires. Ses membres désignent entre eux leur président.
Ils sont bénévoles (mais peuvent prétendre à des remboursements de frais mineurs engagés au bénéfice de la copropriété). Le quorum imposé est souple (trois quarts des sièges occupés) afin d'éviter les blocages tout en tenant compte du statut du bénévolat des membres.
À l'exception de quelques-unes, définies par la loi ou le décret de référence, les règles de fonctionnement du conseil syndical sont définies par le règlement de copropriété et/ou par l'assemblée générale. Le conseil peut aussi se fixer un règlement intérieur. Dans les grandes copropriétés, le conseil est organisé en commissions, chacune travaillant dans un domaine : comptabilité et finances, maintenance technique, gros travaux, etc.
Lorsque le syndicat des copropriétaires est sous forme coopérative, le président du conseil syndical est aussi le syndic de copropriété. Dans ce cas, le contrôle des comptes est confié par l'assemblée générale à une personne extérieure à ce conseil.
Face à l'évolution des cabinets de syndics professionnels, qui se regroupent au sein de groupes nationaux voire multi-nationaux, le conseil syndical, par sa présence sur place, devient l'intermédiaire incontournable entre le gestionnaire de plus en plus éloigné du terrain et la copropriété qu'il administre. Beaucoup de présidents deviennent ainsi l'« homme-à-tout-faire » dans les petites copropriétés, ce qui peut amener certains d'entre eux à sortir des limites de leur mission.[réf. nécessaire]
Il y a 7,9 millions de copropriétaires en France. Le nombre de lots moyens par copropriété est de 17. Le nombre de syndicats de copropriétaires en France est de 465 000. Sur la base d'une moyenne de 5 conseillers syndicaux par copropriété, le nombre de conseillers syndicaux serait de 2 325 000.[réf. nécessaire]